# Струмза, Сара
Сара Струмза (Sarah Stroumsa; род. 9 августа 1950, Хайфа) — израильский арабист, специалист в области иудео-арабских исследований, историк.
Доктор философии (1984), именной профессор-эмерит Еврейского университета в Иерусалиме, где прошла путь до ректора (2008—2012, в 2003—2006 вице-). Член Берлинско-Бранденбургской академии наук (2012) и Европейской академии наук и искусств (2016), иностранный член Американского философского общества (2021). Лауреат премии Гумбольдта (2010). Биограф Маймонида.
Получила высшее образование в Еврейском университете (бакалавр cum laude, 1977), а также в Практической школе высших исследований в Париже (1976-77). В первом также получила степень доктора философии summa cum laude (1984).
Её научные интересы включают историю философской и теологической мысли на арабском языке в раннем исламском средневековье, средневековую иудео-арабскую литературу, а также интеллектуальную историю мусульман и евреев в исламской Испании. Член Академии Королевства Марокко (2023).
Автор книг на английском: Freethinkers of Medieval Islam: Ibn al-Rāwaādī, Abū Bakr al-Rāzī, and Their Impact on Islamic Thought (Leiden: Brill, 1999); Maimonides in his World: Portrait of a Mediterranean Thinker (Princeton: Princeton University, 2010) ; Dāwūd al-Muqammaṣ, Twenty Chapters (Provo, Utah: Brigham Young University Press, 2016) ; Andalus and Sefarad: On Philosophy and Its History in Islamic Spain (Princeton: Princeton University Press, 2019) {Рец.}.